# Deepspeed
DeepSpeed è una famiglia di propulsori a reazione elettrici ad uso navale di ispirazione aeronautica, sviluppata dalla startup milanese Sealence S.p.A.

## Storia
DeepSpeed sono i primi motori navali hydro-jet fuoribordo elettrici. Il progetto è nato da un'intuizione del fondatore William Gobbo. Lo sviluppo è quindi iniziato con i primi prototipi a partire dal 2007, per poi costituire un vero team di R&D, in collaborazione con quattro Università italiane, a seguito della fondazione della startup nel 2017. Nel 2018 è stata avviata la procedura per garantire l'unicità del progetto attraverso la deposizione del brevetto europeo, concesso a febbraio 2020. Il coordinamento è stato presieduto dal Professor Ernesto Benini responsabile scientifico del progetto. Successivamente è stato esteso in Australia, ed è stata avviata la pianificazione strategica per l'estensione negli USA. Sono numerosi i riconoscimenti ottenuti, tra cui la certificazione Seal of Excellence da parte della comunità europea nel dicembre 2018, e le collaborazioni come con il CNR.
I primi prototipi di DeepSpeed sono stati presentati ufficialmente al Salone di Genova 2019, attirando grande interesse sia della stampa che dei visitatori. Riconfermando l'interesse sia al Salone Nautico di Genova 2020, dove i DeepSpeed sono stati presentati insieme ai cantieri partner, sia alla prima edizione del Salone Nautico di Bologna 2020.

## Tecnologia
L'obiettivo principale del progetto è ridurre le immissioni inquinanti nei mari, promuovendo una navigazione più sostenibile senza rinunciare a potenza e velocità del motore. A tale scopo, i prototipi DeepSpeed sfruttano una macchina elettrica integrata nel jet, che permette, oltre a ridurre inquinamento, di abbattere i costi orari di utilizzo e il rumore emesso rispetto ai comuni motori endotermici. L'azienda produttrice propone due configurazioni diverse di utilizzo: full electric o ibrido per una maggiore autonomia. Rispetto ai tradizionali sistemi di propulsione a elica e idrogetto, i motori DeepSpeed risultano avere una maggiore efficienza, soprattutto ad elevate velocità. Tale risultato è stato raggiunto introducendo una fluidodinamica avanzata che permette, oltre al raggiungimento di velocità elevate a potenza minore, di ridurre la scia dovuta all'avanzamento della barca.

## Jet DeepSpeed
Ad oggi, la famiglia di jet DeepSpeed è composta da due motori, con le seguenti caratteristiche dichiarate dalla casa produttrice:
- DeepSpeed 120 e: progettato per imbarcazioni da 10m. Permette di raggiungere una velocità massima di 32 nodi, in doppia motorizzazione, con una potenza nominale di 72CV. La potenza equivalente rispetto ad un sistema propulsivo a elica è pari a 120CV.
- DeepSpeed 280 RE: progettato per imbarcazioni da 12m. Permette di raggiungere una velocità massima di 38 nodi, in doppia motorizzazione, con una potenza nominale di 163CV. La potenza equivalente rispetto ad un sistema propulsivo a elica è pari a 280CV.